# Kanton Le Bugue
Der Kanton Le Bugue war von 1790 bis 2015 ein französischer Wahlkreis im Arrondissement Sarlat-la-Canéda, im Département Dordogne und in der Region Aquitanien; sein Hauptort war Le Bugue, Vertreter im Generalrat des Départements war zuletzt von 2004 bis 2015 Gérard Labrousse. 
Der Kanton war 157,30 km² groß und hatte 4687 Einwohner (Stand: 1999).

## Gemeinden
| Gemeinde                            | Einwohner Jahr | Fläche km² | Bevölkerungsdichte | Postleitzahl | Code INSEE |
| ----------------------------------- | -------------- | ---------- | ------------------ | ------------ | ---------- |
| Le Bugue                            | 2702 (2013)    | –          | – Einw./km²        | 24260        | 24067      |
| Campagne                            | 395 (2013)     | –          | – Einw./km²        | 24260        | 24076      |
| Fleurac                             | 242 (2013)     | –          | – Einw./km²        | 24580        | 24183      |
| Journiac                            | 451 (2013)     | –          | – Einw./km²        | 24260        | 24217      |
| Manaurie                            | 157 (2013)     | –          | – Einw./km²        | 24260        | 24249      |
| Mauzens-et-Miremont                 | 321 (2013)     | –          | – Einw./km²        | 24260        | 24261      |
| Saint-Avit-de-Vialard               | 169 (2013)     | –          | – Einw./km²        | 24260        | 24377      |
| Saint-Cirq                          | 131 (2013)     | –          | – Einw./km²        | 24260        | 24389      |
| Saint-Félix-de-Reillac-et-Mortemart | 208 (2013)     | –          | – Einw./km²        | 24260        | 24404      |
| Savignac-de-Miremont                | 171 (2013)     | –          | – Einw./km²        | 24260        | 24524      |

## Bevölkerungsentwicklung
| 1962 | 1968 | 1975 | 1982 | 1990 | 1999 |
| ---- | ---- | ---- | ---- | ---- | ---- |
| 4156 | 4677 | 4460 | 4531 | 4571 | 4687 |